# Oluf Skotkonung
Oluf Skotkonung (oldislandsk: Óláfr sænski, oldsvensk: Olawær skotkonongær (født omkring 980, sandsynligvis død i vinteren 1021-1022) var konge af Sverige ca. 995-1022. Han var søn af Erik Sejrsæl og Sigrid Storråde. Ifølge de islandske sagaer havde Olufs far regeret sammen med sin bror, Oluf Bjørnson. Da han døde, blev Oluf Skotkonung udråbt som medkonge, endnu før han var født. Ved sin fars død arvede han den svenske trone og regerede som enekonge.
Oluf er den første konge, som regerede over både Mälardalen og Västergötland. Han var også den første konge over sveerne, der blev døbt og forblev kristen. Desuden var han den første, der slog mønt i Sverige. Netop møntslagningen tyder på, at hans magtcentrum var Sigtuna i Mälardalen. Mod slutningen af sit liv blev han afsat som overkonge og tvunget til at være lydkonge under sin egen søn Anund Jakob i Västergötland.

## Krige med Danmark og Norge
I begyndelsen af sin regeringstid lå Oluf Skotkonung i krig med den danske konge Svend Tveskæg, hvis rige, Olufs far Erik Sejrsæl, havde regeret over, og som Oluf derfor gjorde krav på. Krigen sluttede med, at Oluf anerkendte Svend som retmæssig konge over Danmark. Det blev sagt, at Oluf foretrak idræt frem for krig, og at det var derfor, Svend Tveskæg kunne tage magten i Danmark. Siden skulle Oluf også mindske den ret til tribut i Estland og Letland, som hans forgængere havde fået.
Svends ægteskab mod Olufs mor Sigrid Storråde førte til yderligere tilnærmelser mellem de to konger, og Oluf blev allieret med Svend i de følgende krige mod Norge; de blev afgjort i slaget ved Svold omkring år 1000. Den norske kong Olav Tryggvasons nederlag og død betød, at Norge blev delt mellem sejrherrerne. Bohuslen og den sydlige del af Trøndelagen tilfaldt Ouof Skotkonung. Disse lande tabte han dog få år senere til nordmændene.
Da det norske rige blev genetableret af Olaf 2. af Norge, udbrød der en ny krig mellem Sverige og Norge. Mange, både norske og svenske mænd forsøgte at forlige parterne, men uden held. Ifølge Snorre Sturlason mødtes norske udsendinge med svenske stormænd til tinget i Uppsala i 1018 for at forhandle om fred, men kongen blev vred og truede bl.a. jarlen af Västergötland med landsforvisning. Det medførte så stor utilfredshed, at Oluf ikke ville lytte til de råd, hans egne mænd gav ham, at han blev afsat som konge.

## Kristning
Olof Skötkonung var den første svenske konge, som blev døbt, og som forblev kristen resten af sit liv. Hans far, Erik Sejrsjæl, var også blevet døbt, men vendte tilbage til hedenskabet. Ifølge traditionen blev Olof Skötkonung døbt i 1008 i Husaby nær Kinnekulle i den kilde, der kaldtes Skt. Sigfrids i Västergötland af den engelske missionær og ærkebiskop Sigfrid af York. Han skal også have været Skaras første biskop.
Kildegrundlaget er problematisk, og der findes tre forskellige, om hvem det er blevet hævdet, at de døbte kongen. Det er Sigfridslegenden fra omkring 1200, som angiver, at det var Sigfrid. Problemet med Sigfridslegenden er, at det er en tendentiøs kilde, skrevet for at fremstille Sveriges yngste stift, Växjö, som det ældste. Der findes heller ingen anden kilde, der kan bekræfte hændelsesforløbet, fx findes der ingen spor, der bekræfter eksistensen af en ærkebiskop Sigfrid af York.
Ifølge Adam af Bremen skal det have været Thurgot, der grundlagde Skara stift i 1014, og som døbte Ouof Skotkonungs dronning og børn. En missionær ved navn Sigfrid skal være kommet til Sverige, men først 1016. Derimod nævner Adam intet om, hvem der døbte kongen. Det har ført til antagelser om, at det måtte være sket tidligere og være gjort af en engelsk missionær, der ikke repræsenterede Adams eget stift i Hamborg. Saxo udpeger en engelsk missionær ved navn Bernhard. Han havde virket i Skåne, men var inden kommet til Danmark sammen med Knud den Store i 1019. Snorre Sturlasson skrev i Heimskringla, at den, som døbte Oluf Skotkonung, var den engelske missionær Sigurd, der havde været i Olav Tryggvasons hird, inden han trådte i svensk tjeneste efter slaget ved Svold. Hverken Saxo eller Snorre går i detaljer om, hvad der skete, og det er måske grunden til, at den mere indholdsrige Sigfridslegende har vundet popularitet.
Det eneste, som kilderne er helt entydige om, er, at det var en engelsk missionær, som døbte Oluf Skotkonung. Navnene Sigurd/Sigfrid hos Snorre Sturlasson og Sigfridslegenden har desuden stor lighed. Det er kun i Sigfridslegenden, at selve lokaliteten angives. Årstallet 1008 kommer derimod fra en fjerde kilde: Bruno af Querfurt berettede, at en kristen fyrste blev døbt det år. At det var Oluf Skotkonung er et gæt, men det kan ikke udelukkes, at det, Bruno omtalte, måske var ubekendt vendisk fyrste. Allerede i slutningen af 10. århundrede var der præget mønter i hans navn med tydelige kristne motiver, så måske havde han derfor allerede antaget kristendommen langt tidligere. På mønterne står rex, den latinske betegnelse for konge: OLAF REX, ligesom ordet SIDEI er blevet tolket som en forkortelse af Si(gtuna) Dei, dvs. Guds Sigtuna.

### Skara stift
En vigtig begivenhed for religionsskiftet i Sveriges var, at Oluf Skotkonung tillod, at landets første bispesæde blev oprettet i Skara 1014. Västergötland var blevet kristnet i løbet af anden halvdel af det 10. århundrede, og området var de kristne præsters indgangsport til Sverige. Rejser over Østersøen blev i reglen undgået af Hamburg-stiftets præster på grund af det omfattende sørøveri dér. De tog helst landvejen langs vestkysten og derfra gennem Väster- og Östergötland for at nå frem til Mälardalen (de dybe skove i Tiveden og Kolmården var også yderst farlige). Valget af Skara som stiftsstad frem for Sigtuna, som havde været en kristen by siden grundlæggelsen i 970'erne, behøver ikke kun at skyldes, at Västergötland var det første landskab, der blev kristnet. En forklaring kan være, at Oluf Skotkonung ville gøre Hamborgbispens indflydelse så lille som mulig og dermed også den tysk-romerske kejsers. Af samme grund fik de engelske missionærer støtte.[kilde mangler]

## Mønt og bygrundlæggelse
Oluf Skotkonung er den første, som slog mønt i Sverige. Det skete omtrent samtidig med de første mønter i Norge. Ligesom de første danske mønter bar de kongebilleder og indskrifter. Mønterne har stor lighed med samtidige engelske pennies, og det var sandsynligvis den samme mester, Godwine, der udformede mønterne i de tre lande. Han stammede fra England. På Olufs første mønter omtales han som "Olof, konge i Sigtuna", men senere som "Oluf sveernes konge". Samtidigt blev der grundlagt nye byer i alle de tre nordiske riger. Byer, som i reglen lå i udkanten af kongens magtområde, muligvis med det formål at understøtte de kristne kongers ambitioner i ellers hedenske områder. Den by, som Oluf (eller muligvis hans far Erik) grundlagde, var Sigtuna, hvor også møntværkstedet lå. Dér er bl.a. fundet møntstempler. De stempler, der blev benyttet i dette værksted, bar dog ikke indskriften Oluf, men Knud. Det har ført til spekulationer om, at Knud den Store en tid regerede over byen, men intet andet støtter denne påstand.

## Oluf Skotkonungs afsættelse og sidste år
Ifølge kirkehistorikeren Adam af Bremen skulle Oluf Skotkonungs kristne tro have ført til utilfredshed blandt de hedenske sveer. De afsatte ham derfor og indsatte i stedet hans (ligeledes kristne) søn Anund Jakob som konge. De sidste år af sit liv fungerede han derfor efter eget valg kun som vasalkonge i Västergötland. Snorre Sturlasson angiver et andet motiv til sveernes beslutning. Årsagen skulle have været utilfredshed med Olufs langvarige krig mod Norge, som også havde medført, at landene på den anden side af Østersøen havde frigjort sig fra svensk overhøjhed. Snorre skrev, at Olufs uvilje mod at lytte til gode råd var anledningen til, at Upplands lovmand Torgny sammen med sin vestgøtiske kollega Emund og Västergötlands jarl Ragnvald på sveernes ting fik afsat Oluf og valgt sønnen i stedet. Oluf fik derpå Västergötland og lov til at beholde sin kongetitel som kompensation. Anund Jakob var dog hans overkonge. Det varede imidlertid ikke længe, før far og søn var blevet så forsonede, at Oluf kunne regere som medkonge frem til sin død i vinteren 1021-22. Adam af Bremen skriver, sandsynligvis fejlagtigt, at Oluf først døde i 1030'erne.
En legende fortæller, at han led martyrdøden i Stockholm, fordi han havde nægtet at ofre til hedenske guder. Siden blev han helgenkåret.
Den islandske skjald Óttarr svarti var en tid i Olufs tjeneste, og han skrev bl.a. digtet Óláfsdrápa sœnska om kongens krigstog mod øst. Andre skjalde, som også havde tjent hos Olof, var Gunnlaugr ormstunga, Hrafn Önundarson og Gizurr svarti.
En oplysning om, at Oluf skulle ligge begravet i Husaby i Västergötland, stammer fra 1740’erne, mens 100-200 år ældre kilder oplyser, at det er i Skara eller Linköping. Den udpegede grav i Husaby er ikke gammel nok til at kunne være hans.[kilde mangler]

## Navnet Skotkonung
Det findes mange forklaringer på, hvorfor Oluf fik tilnavnet Skotkonung, oprindeligt skotkonongær. En tolkning går ud på, at det peger på kvindens skød, fordi Oluf angiveligt blev født ved kejsersnit, eller fordi han blev valgt til konge, inden han var født. Hvis navnet oprindeligt var skotkonung, kan det betyde, at han havde tilbragt en periode i Skotland. Disse tolkninger er dog højst usikre. Andre forklaringer er dog endnu mere kontroversielle; fx at det var en dialektal udtale Götkonung, eller Skattkonung i betydningen lydkonge. Ingen af disse forklaringer støttes af kildematerialet, og de er udelukkende baseret på tolkning af ordet skotkonongær.
Tolkningen Skatkonge i betydningen møntkonge kan derimod have en vis sandsynlighed: Oluf Skotkonung var den første konge som slog mønt i Sverige. En anden tolkning af Skattkonung, som heller ikke kan bevises, er, at Olof var den første, der indførte gebyr for leding, når den udeblev. Det udvikledes til skat i den moderne betydning.
Endelig findes der tolkninger, der tager udgangspunkt i, at navnet skotkonongær først optræder i kilder i slutningen af 13. århundrede. I første omgang bruges det i forbindelse med omtale af hans donationer til Skara stift. Skotkonongær kan derfor have haft betydningen gavekonge og være blevet tildelt Olof med det formål at underbygge stiftets krav på jorder. Det eneste tilnavn der kendes før, stammer fra Snorres Heimskringla, hvor han for at skelne ham fra de norske konger Olav Tryggvasson og Olav Haraldsson kaldte ham Olav den Svenske.

## Ægteskab
På et togt til Vendland havde han taget Edla, en datter af en vendisk høvding, til fange og gjorde hende til sin frille. Senere giftede han sig med Estrid, der var en kristen (obotritisk) fyrstedatter.

### Børn
- Med Estrid:
  - Anund Jakob
  - Ingegerd Olufsdatter af Sverige (gift med Jaroslav 1. af Kijev)

- Med Edla:
  - Astrid Olufsdatter af Sverige (gift mod faderens vilje med Olav den hellige af Norge)
  - Emund den gamle.